# Antoine Rigaux
Pour les articles homonymes, voir Rigaux et Rigaud.
 (octobre 2020).
Si vous disposez d'ouvrages ou d'articles de référence ou si vous connaissez des sites web de qualité traitant du thème abordé ici, merci de compléter l'article en donnant les références utiles à sa vérifiabilité et en les liant à la section « Notes et références ».
Antoine Rigaux, né le 14 mai 1758 à Agen (Lot-et-Garonne), mort le 4 septembre 1820 à La Nouvelle-Orléans (Louisiane), est un général français de la Révolution et de l’Empire.

## Biographie
Antoine Rigaux s'enrôle volontairement, en 1779, dans le régiment de la Sarre-infanterie où il sert jusqu'en 1787. Il quitte sa ville natale très jeune en suivant le régiment qui change de garnison. Quelque temps après, il passe au service de la Belgique, y devient capitaine de cavalerie en 1788, fait la campagne contre l'Autriche la même année, et combat dans les rangs des insurgés brabançons jusqu'à la réunion des provinces belges à la France. On le retrouve plus tard, en octobre 1792, capitaine dans une Compagnie Franche incorporée dans le 10ème régiment de hussards.
Lorsque la Première Coalition se forme contre la France, il rentre dans sa patrie, et est employé dans le 10e régiment de hussards, où il est confirmé capitaine le 30 mars 1793 par décret de la Convention, et avec lequel il fait les campagnes de l'armée du Nord. Intrépide à Jemmapes, où il reçoit un coup de sabre qui lui traverse le corps, il déploie le même courage à Mons, y est atteint de deux nouvelles blessures, et est nommé chef d'escadron le 17 septembre 1793. Grièvement blessé à la bataille de Rousselaer, il n'en combat pas moins jusqu'à la fin de l'action, et se rend maître de deux pièces de canon. Il continue de donner des preuves de la plus grande valeur dans toutes les affaires qui ont lieu en l'an III.
Le 16 août 1796), il passe dans le 25e régiment de dragons comme chef de brigade. Employé à l'armée d'Italie, pendant les campagnes de l'an VIII et de l'an IX, il cueille de nouveaux lauriers à Marengo.
Après la rupture du traité d'Amiens il fait partie de cette Grande Armée, qui écrase les Russes et les Autrichiens réunis, et il mérite, par sa conduite à Austerlitz, d'être décoré de la croix de commandeur de la Légion d'honneur le 25 décembre 1805. Promu général de brigade le 12 janvier 1807, créé baron de l'Empire par lettres patentes le 2 février 1809, donataire en Westphalie par décret impérial du 17 mars 1808, il sert d'une manière très utile jusqu'aux événements de 1814 : 
Dès 1807, il prend de suite le commandement d'une brigade de dragons qui décida de la victoire à la bataille d'Ostrolenka, où il fut blessé pour la cinquième fois; pendant sa convalescence, il reçut l'ordre de prendre le commandement de Marienbourg le 13 mai; 
Six mois plus tard, à peine rétabli, il commandait en Espagne la brigade provisoire de cuirassiers; après un séjour de deux ans, les fatigues l'obligèrent à se reposer pendant deux mois, au dépôt de cavalerie de Pau, le 10 janvier 1809. Là, il reçut l'ordre le 22 mars de se rendre dans la 26ème division militaire;
Il prit le commandement de la Sarre en 1810;
En 1813, il reçoit le commandement à Mayence de la 54ème colonne de marche en Allemagne.
Il est alors chargé par le roi du commandement du département de la Marne le 27 juin 1814 où il est fait prisonnier de guerre par les russes, après avoir héroïquement essayé de défendre Châlons. Mais au retour de Napoléon, en mars 1815, il prend la résolution de le seconder. Le mauvais succès de la tentative sur La Fère, du général Lefebvre-Desnouettes qui vient se réfugier auprès de lui, ne le fait point changer de dessein : le général Rigaux cherche au contraire à user de son influence sur les troupes, alors rassemblées à Châlons. Il sort de cette ville avec le 5e régiment de hussards et le 12e régiment d'infanterie de ligne, mais le même jour il rentre dans Châlons afin de s'assurer de la personne du maréchal-duc de Raguse, qui a donné à la gendarmerie l'ordre de l'arrêter. Le lendemain, 21 mars, il reprend le commandement du département de la Marne, au nom de Napoléon Ier, dont il fait publier la rentrée à Paris. Attaqué dans le mois de juillet suivant par le général russe Alexandre Tchernychev, il est écrasé par des forces supérieures, fait prisonnier, et emmené à Francfort.
Rendu à la liberté après le second traité de Paris en 1815 (il avait été arrêté la même année par les alliés pour s'être rallié à l'Empire), il se tient à Sarrebruck, tandis que le 2e conseil de guerre de la 1re division militaire du 16 mai 1816, le condamne à mort par contumace. Le général Rigaux, voyant qu'il n'y a plus de sûreté pour lui en France, gagne la Belgique, d'où il s'embarque pour les États-Unis en 1817. Avec un groupe d'exilés français et d'aventuriers, il se réfugie au Texas au début de 1818. Sous la direction du général François Antoine Lallemand le groupe remonte la rivière Trinity et établit la colonie militaire de Champ d'asile. La colonie se désagrège au bout d'un an; Rigaux déménage avec sa fille, Sophie, et un de ses fils, le capitaine Narcisse-Périclès Rigaux, à Saint-Martinville, en Louisiane.
Antoine Rigaux meurt à La Nouvelle-Orléans le 4 septembre 1820 à l'âge de soixante-deux ans, victime de la fièvre jaune; celui que le Maréchal Oudinot avait visité le soir de la bataille d'Ostrolenka et lui avait dit :"Vous voulez donc tomber en lambeaux !" et qualifiait de "soldat, de général consommé !"; le maréchal Macdonald le citait souvent comme "l'un de nos hommes de France des plus généreux et de ses plus glorieux officiers" et se plaisait également à citer ses blessures extraordinaires. 
Napoléon qui appréciait le général Rigaux (il le surnommait le "Martyr de la gloire") le nomma commandant de son quartier-général à Marengo et voulut à plusieurs reprises l'attacher à sa personne, mais les sentiments républicains du général l'empêcheront toujours d'accepter, malgré son attachement pour l'Empereur, une semblable offre. Le 24 avril 1821, l'Empereur lui légua un souvenir dans un codicile de son testament. Le 24 août 1821, Napoléon Ier qui croyait son ancien général toujours vivant, lui léguait enfin, dans le troisième codicile de son testament rédigé à Longwood, 100.000 francs : "Au général Rigaux, celui qui a été proscrit".
Parmi ses nombreuses campagnes, on peut citer : celle de la révolution belge de 1788 à 1792, 1792 à 1793, ans 2-3-4 à l'armée du Nord, 8 & 9 Italie, 12-13-14-1806-1807 côtes de l'océan et grande armée en Autriche, Prusse et Pologne; 1814 & 1815 en France.
Marié le 16 février 1788 avec Anne-Josèphe Loyens avec laquelle il a cinq enfants : Dieudonné baron Rigaux (qui fut lui-même colonel), né le 18 mars 1789 et décédé en 1850; Joseph, né en 1792 et décédé en 1807 (au service du ménage de Napoléon comme page) ; Narcisse-Périclès Rigaux, né le 20 mai 1794, blessé à la bataille de Dresde en 1813. Sophie et Antonia décédée en 1871. Veuf en 1804, il se remarie le 10 juin 1805 à Thann (Haut-Rhin) avec Marguerite Probst (1781-1865) dont Eugénie-Antoinette-Marguerite, née le 21 mars 1806, élève de la Maison d'éducation de la Légion d'Honneur décédée en 1890.

## Distinctions
- Il fait partie des 660 personnalités à avoir son nom gravé sous l'arc de triomphe de l'Étoile. Il apparaît sur la 10e colonne (l’Arc indique RIGAU).

- Il est décoré de la Légion d'honneur: chevalier le 19 frimaire de l'an XII (11 décembre 1803), élevé au rang d'Officier le 25 prairial de l'an XII (14 juin 1804) et Commandeur le 4 nivôse de l'an XIV (25 décembre 1805).
- Il reçoit le titre de baron militaire de l'Empire par décret du 2 février 1809.

## Blason
Coupé, le premier parti de sable à deux étoiles en fasce d'argent, et de gueules au signe des barons tirés de l'armée ; le deuxième
d'azur à une foi d'or en fasce, et pour livrées : les couleurs de l'écu..

## Ouvrage
- Antoine Rigau, Souvenirs des guerres de l'Empire : réflexions, pensées, maximes, etc. suivis d'une notice sur le général Rigau, 1846
- Notice sur le Général Rigau - extrait des archives et documents exposés aux archives de la guerre